# Sant Matiu
Sant Matiu de Trevièrs (en francès Saint-Mathieu-de-Tréviers) és un municipi occità del Llenguadoc, situat al departament de l'Erau i a la regió d'Occitània.